# Cervela (Antas de Ulla)
Cervela (llamada oficialmente San Miguel da Cervela) es una parroquia y una aldea española del municipio de Antas de Ulla, en la provincia de Lugo, Galicia.

## Otro nombre
La parroquia también es conocida como San Miguel de Cervela.

## Organización territorial
La parroquia está formada por cinco entidades de población:
- Cervela (A Cervela)[6]
- A Costa
- Bertosende
- O Pazo
- Quintela

## Demografía

### Parroquia
| Gráfica de evolución demográfica de Cervela (parroquia) entre 2000 y 2019 |
|                                                                           |
| Datos según el nomenclátor publicado por el INE.                          |

### Aldea
| Gráfica de evolución demográfica de A Cervela (aldea) entre 2000 y 2019 |
|                                                                         |
| Datos según el nomenclátor publicado por el INE.                        |